# Santa Cruz de los Cáñamos
Santa Cruz de los Cáñamos település Spanyolországban, Ciudad Real tartományban. Santa Cruz de los Cáñamos Montiel községgel határos. Lakosainak száma 471 fő (2024).

## Népesség
A település népessége az elmúlt években az alábbi módon változott:
| Lakosok száma | 666  | 638  | 625  | 602  | 582  | 554  | 550  | 522  | 515  | 471  |
|               | 2001 | 2004 | 2006 | 2009 | 2011 | 2014 | 2016 | 2019 | 2021 | 2024 |